# Agne Hamrin
Josef Agne Hamrin, född 15 september 1905 i Jönköping, död 22 september 1983, var en svensk journalist och författare.

## Biografi
Agne Hamrin var son till Josef och Beda Hamrin och bror till Carl-Olof och Yngve Hamrin. Han växte upp i en frikyrklig miljö inom Svenska Alliansmissionen i Jönköping. Han avlade studentexamen 1924 på Jönköpings högre allmänna läroverk i Jönköping, med bland annat Harald Hagendahl som lärare i latin. Han utbildade sig därefter vid Lunds universitet 1925–1927 och avlade filosofie kandidat-examen i filosofi för Hans Larsson, statistik för Sven Wicksell, nationalekonomi för Emil Sommarin och religionshistoria för Efraim Briem.
Han började som journalist på tidningen Jönköpings-Posten, där han var redaktionssekreterare 1927–1931, men lättade därefter på banden med familjeföretagets tidning, även om han också fortsättningsvis skrev mycket för Jönköpings-Posten under faderns livstid, inbegripande ledarartiklar. I juli 1935 började han på Göteborgs-Posten, parallellt med skrivande för Jönköpings-Posten, och var dess korrespondent i London 1935–1938. Han arbetade därefter för Dagens Nyheter i Stockholm. Han blev uppsagd därifrån vid andra världskrigets utbrott 1939 och blev då pressattaché vid Sveriges ambassad i Rom med sidouppdrag för Dagens Nyheter. Han var sedan medelhavskorrespondent för Dagens Nyheter till 1948 och under en andra sejour 1950–1970.
Hamrin debuterade med En liten stad: kåserier på vers och prosa om den svenska landsortsstaden i helg och söcken 1931, vilken till fadern Josef Hamrins förtrytelse hade förlagts av Bonniers och inte av familjens eget förlag.
Agne Hamrin gifte sig 1935 med den tyska skådespelerskan Grete Müllermeister (1910-2009). Han var far till Harald Hamrin. Han tillbringade somrarna på en gård i Ödängla nära Mönsterås, vilken han införskaffade 1940.

## Priser och utmärkelser
- Stora Journalistpriset 1967
- Övralidspriset 1972